# 德维什汗
德维什汗（?—1419年），金帳汗國君主（1417年—1419年在位），是也迪古拥立的大汗，是库卡剌汗的侄子。
德维什汗是术赤的儿子秃花帖木儿的后裔，他的高祖父是秃花帖木儿的孙子。1416年，库卡剌汗被脱脱迷失的儿子賈巴爾·別兒迪推翻。1417年，德维什汗在也迪古支持下夺取汗位，賈巴爾·別兒迪失去了王位，逃到克里米亚，然后在去立陶宛的路上，被自己的同伴所杀。1419年，德维什汗被脱脱迷失的儿子合迪儿·别儿迪推翻、杀死。
| 前任： 賈巴爾·別兒迪 | 金帐汗国君主 1417年—1419年 | 繼任： 合迪儿·别儿迪 |